# Soudan du Sud aux Jeux olympiques
Le Soudan du Sud participe pour la première fois aux Jeux olympiques lors des Jeux olympiques d'été de 2016 à Rio de Janeiro.
Avant son indépendance en 2011, les athlètes du territoire faisaient partie du comité olympique du Soudan. En 2012, le comité national n'étant pas encore reconnu, le CIO autorise une semaine avant les Jeux Guor Marial à courir le marathon comme athlète olympique indépendant.
Aucun sportif sud-soudanais n'a été aligné lors des Jeux olympiques d'hiver. 